# Vũ Đình Long
Vũ Đình Long (19 tháng 12 năm 1896 – 14 tháng 8 năm 1960) là nhà viết kịch Việt Nam. Ông còn là chủ nhà in, nhà xuất bản Tân Dân và nhiều tờ báo như Tiểu thuyết thứ bảy, Phổ thông bán nguyệt san, Ích hữu... Vở kịch Chén thuốc độc (1921) của ông được coi là tác phẩm khai phá của nghệ thuật sân khấu kịch Việt Nam.

## Tiểu sử
Vũ Đình Long quê tại thôn Mục Xá, xã Cao Dương, huyện Thanh Oai, tỉnh Hà Đông (cũ), nay thuộc thành phố Hà Nội. Ông sinh năm 1896, trong một gia đình có truyền thống hiếu học, đồng thời cũng rất mê ca kịch dân tộc. Lớn lên, ông đi học làm thuốc, ngành bào chế, nhưng sau đó lại chuyển sang dạy học ở thị xã Hà Đông, rồi chuyển về Hà Nội.
Năm 1925, khi 29 tuổi, Vũ Đình Long mở hiệu sách Tân Dân tại nhà số 93 phố Hàng Bông, Hà Nội, trong khi vẫn làm việc tại ở Sở Học chánh Đông Pháp. Ban đầu, Tân Dân chỉ là một hiệu sách nhỏ với số vốn 800 đồng, nhưng về sau công việc kinh doanh phát đạt, ông tiếp tục mở thêm nhà in, nhà xuất bản. Trong mười năm, số vốn của Tân Dân đã lên tới 1 triệu 200 nghìn đồng. Từ việc in sách giáo khoa, truyện kiếm hiệp..., ông lai tập hợp thêm nhiều nhà văn, nhà báo, đặt hàng, cấp vốn cho họ để ra báo, tiểu thuyết. Cũng từ đấy, nhóm Tân Dân xuất hiện, thỏa mãn nhu cầu đọc tiểu thuyết của tầng lớp trí thức và thị dân đang phát triển nhanh. Vũ Đình Long chủ trương ra mắt các tờ báo, thu hút nhiều bạn đọc như Tiểu thuyết thứ bảy (1934 - 1942), Phổ thông bán nguyệt san (1936 - 1941), Ích hữu (1937 - 1938), Tao Đàn (1937 - 1938), Tuổi trẻ, Truyền bá (1941 - 1943); đồng thời lập các tủ sách "Tủ sách Tao Đàn", "Những tác phẩm hay", "Quốc văn dẫn giải". Số đông các nhà văn Việt Nam những năm 1930-1945 đều có quan hệ với Tân Dân, xuất bản tác phẩm của mình trên các tờ báo của Tân Dân.
Sau Cách mạng tháng Tám, Vũ Đình Long gia nhập Hội Văn hóa Cứu quốc. Những năm chiến tranh Đông Dương, ông sống ở nội thành Hà Nội, dù gia đình ông vẫn là nơi đi về tin cậy của các nhà văn đi theo kháng chiến. Sau khi hòa bình lập lại, ông ở lại miền Bắc, trở thành Hội viên Hội Nhà văn Việt Nam (1957), được bầu làm Ủy viên Ban chấp hành Hội Nghệ sĩ Sân khấu Việt Nam khóa I.
Vũ Đình Long mất vào ngày 14 tháng 8 năm 1960 tại Hà Nội, khi 63 tuổi. Con trai ông là họa sĩ Vũ Dân Tân (en), hiện nay đang là chủ một phòng tranh tại phố Hàng Bông.

## Văn nghiệp
Vũ Đình Long bắt đầu sáng tác kịch ngay từ khi còn trẻ. Vở kịch nổi tiếng Chén thuốc độc, 3 hồi, đăng trên tạp chí Hữu Thanh số 4,5 vào tháng 9 năm 1921, được coi là tác phẩm đầu tiên của văn học kịch Việt Nam. Nội dung vở kịch có đề tài lấy từ xã hội Việt Nam đầu thế kỷ 20, mô tả sinh hoạt trong gia đình thầy thông phán Thu. Tác phẩm "phản ánh sự xung đột giữa dục vọng và lương tri, giữa tệ nạn xã hội và hạnh phúc gia đình", cũng như "phê phán cách sống ăn chơi sa đọa của lớp người thành thị trung lưu, những người vợ các công chức vô công rồi nghề, lăn mình vào cuộc sống xa hoa, dẫn đến phá sản và tội lỗi". Vở kịch được công diễn vào ngày 20 tháng 10 tại Nhà hát lớn Hà Nội, đã thu hút sự quan tâm sôi nổi của dư luận, đánh dấu một mốc quan trọng trong lịch sử kịch nói Việt Nam.
Sau Chén thuốc độc, Vũ Đình Long còn viết nhiều vở kịch khác như Tây Sương tân kịch (1922), Tòa án lương tâm (1923), Đàn bà mới (1944), Tổ quốc trên hết (1949), Tình trong khói lửa (1953)... Đáng chú ý có Toà án lương tâm (1923) phê phán thói xấu xa say mê cờ bạc của một cô giáo. Những tác phẩm kịch của Vũ Đình Long đều có nội dung toát lên lòng yêu nước, tha thiết với dân tộc, đồng thời lên án sự tha hóa của con người. Ông còn viết sách giáo khoa, cũng như nhiều khảo luận văn học như Phê bình Truyện Kiều, Luận về nghề nghiệp... đã đăng trên các báo. Sau khi ông qua đời, nhiều vở kịch vẫn chưa được diễn. Năm 2009, bà Natalia Kraevskaya, con dâu người Nga của Vũ Đình Long tập hợp tám vở kịch của ông in thành "Tuyển tập kịch Vũ Đình Long" (Nhà xuất bản Hội Nhà Văn). Nhân dịp này, Quỹ Văn hóa Phan Châu Trinh  kết hợp với Hội Nhà văn Việt Nam tổ chức một cuộc hội thảo với chủ đề "Vũ Đình Long và sự ra đời của kịch nói Việt Nam hiện đại"

### Tác phẩm
Các tác phẩm đã xuất bản của ông bao gồm có:
- Chén thuốc độc (kịch, 1921)[6]
- Toà án lương tâm (kịch, 1923)
- Đàn bà mới (kịch, 1944)[7]
- Tổ quốc trên hết (kịch phóng tác, 1953)
- Quốc âm độc bản (giáo khoa, 1932)
- Thế giới trẻ em (giáo khoa, 1927)
- Tuyển tập kịch Vũ Đình Long (Nhà xuất bản. Hội nhà văn, 2009)
- Gia tài (kịch phỏng tác, 1958)